# M-19

M-19:s flagga

M-19 var en colombiansk gerillagrupp som helt eller delvis var verksam i Colombia från 1970-talet fram till början av 2000-talet.

## Namn
Namnet M-19, eller "19:de april-rörelsen" som den också kallades för, fick namnet från det datum då gruppens medlemmar började misstänka att segern i presidentvalet blivit stulet från kandidaten Gustavo Rojas till förmån för den konservativa Misael Pastrana.

## Ideologi
Ett av M-19:s viktigaste mål var att exponera korruptionen i valsystemet för allmänheten och samtidigt uppmuntra demokratiska värderingar. Som en del i detta ville M-19 förbättra situationen för landets bönder, arbetarklass samt inhemska befolkning. Likaså tog de avstånd från oligarkin som de ansåg slagit rot i landet. Dock såg inte M-19 sig själva som en kommunistisk grupp utan som en demokratisk grupp vars mål var att skapa en inkluderande demokrati.

## Bakgrund

### M-19 grundas och tidig verksamhet
M-19 grundades 17 januari 1974. Grundarna av M-19 var upprörda studenter som misstänkte att segern i presidentvalet blivit stulet från presidentkandidaten Gustavo Rojas. Bland dessa studenter kan bland annat nämnas Jaime Bateman, Antonio Navarro och Carlos Pizarro. I M-19:s tidiga historia utförde gruppen rån genom vilket de gjorde sig kända när det stal Simón Bolívars svärd från ett museum i Bogotá och lämnade en lapp med texten "Bolívar, ditt svärd återgår till striden". Gruppen började efter det ägna sig åt kidnappning där de framför allt riktade in sig på kartellmedlemmar. Åren 1976–1978 kidnappade gruppen ca 400 personer. Medellínkartellen, som  leddes av knarkungen Pablo Escobar, och vars medlemmar fallit offer för M-19:s kidnappningar startade 1982 organisationen Död åt Kidnappare som en motåtgärd mot M-19:s kidnappningar. 1978 grävde M-19 en 80 meter lång tunnel in i Bogotás främsta militärbas och stal mer än 5 000 vapen från den colombianska armén. Vapen användes två år senare för att storma Dominikanska republikena ambassad och höll 57 personer som gisslan. Gruppen släppte alla i gisslan i utbyte mot lösensumma, fri passage till Kuba och att 300 M-19-soldater släpptes fria.

### Partiet bildas

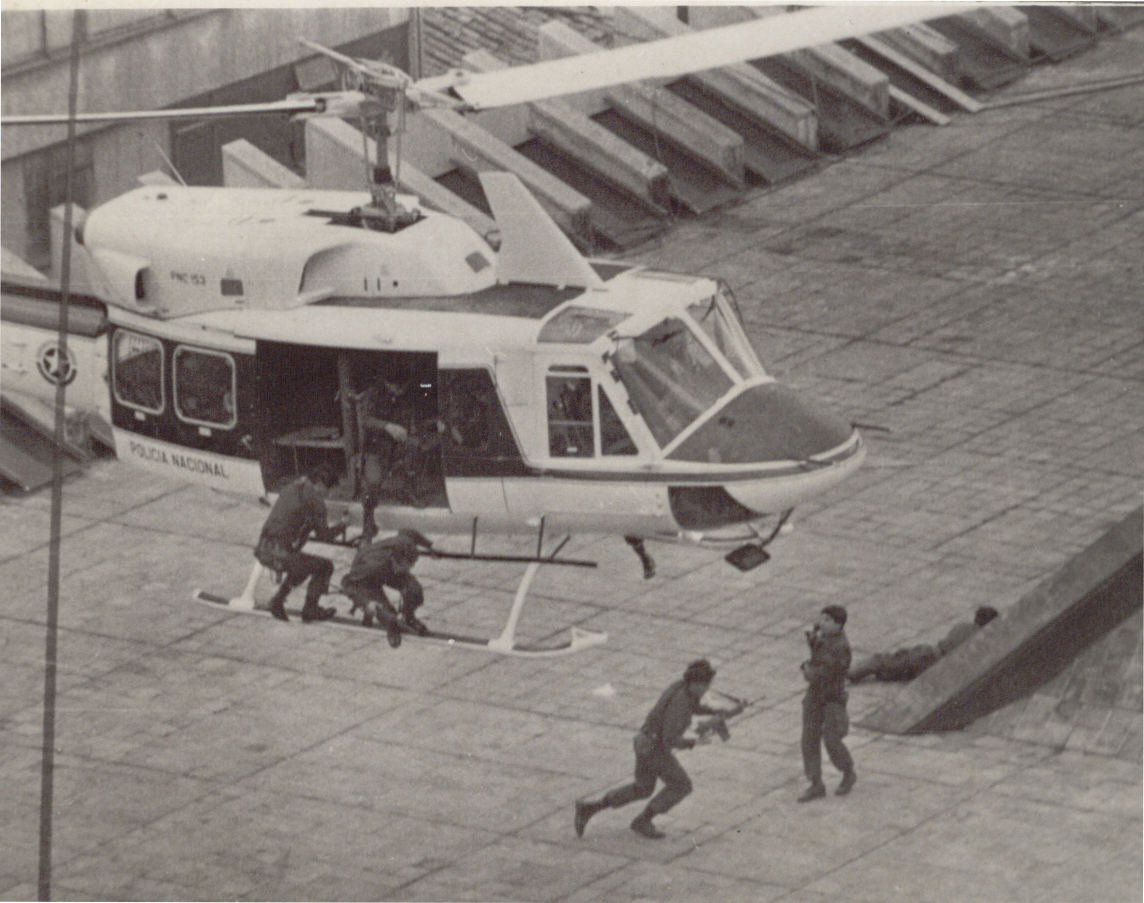
Bild från stormningen av Högsta domstolen 1985

1984 försökte president Belisario Betancur fredsförhandla amnesti med gerillagruppen. Förhandlingarna med presidenten fick ett blandat mottagande hos medlemmarna i M-19. En fraktion inom gruppen valde att lägga ned sina vapen för att istället starta partiet Demokratiska Alliansen M-19, medan andra inom gerillagruppen valde att fortsätta den väpnade konflikten. Dock höll inte det nybildade partiet länge då partiets ledare Alvaro Fayad redan ett år senare 1985 proklamerade att partiets medlemmar skulle återuppta sina vapen. Detta då man ansåg att presidenten brutit fredsavtalet.

### Stormningen av Högsta domstolen
Den 6 november 1985 stormade och beslagtog M-19 Högsta domstolen i Bogotá. Vid den här tidpunkten hade gerillagruppen cirka 2 500 medlemmar men det var endast 28 av dessa som medverkade vid själva stormningen. Motivet till stormningen var att försöka pressa domarna att pröva president Betancur då den ansåg att denne brutit fredsfördraget som delar av M-19 undertecknat 1984. Vid stormningen tog gerillagruppen hundratals gisslan däribland 25 domare. Under de nästkommande dagarna planerade den colombianska armén en motoffensiv för att återta domstolen. Motoffensiven resulterade i ett blodbad där samtliga M-19 soldater dödades, hälften av domarna samt ett stort antal av M-19:s gisslan. Det finns de som menar att medellínkartellens ledare Pablo Escobar låg bakom attacken då det spekuleras i att han eventuellt betalat M-19 en miljon colombianska pesos för att inta domstolen och förstöra juridiska dokument som kunde användas emot honom för att få honom utlämnad till USA.

### Nya fredsförhandlingar och M-19:s upplösande

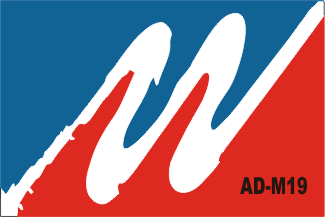
Demokratiska Alliansen M-19:s partisymbol

1989 inleddes nya fredsförhandlingar med gruppen för att återigen avmilitarisera M-19 och skapa ett politiskt parti. Den 9 mars 1990 signerade M-19:s ledare Carlos Pizarro fredsavtalet som ledde till att gerillagruppen lämnade in sina vapen och lade ned sin militära verksamhet för att istället ingå i det återupplivade partiet Demokratiska Alliansen M-19. Vid den här tidpunkten hade gruppens medlemsantal ökat till cirka 7 000. Överlämningen skedde till en speciellt utformad kommission vid M-19:s baser i Santo Domingo samt Pitalito. Vapnen transporterades till Calí där de sedan smältes ned. Kommissionen bestod bland annat av schweizaren Heinrich Buchbinder, venezuelanen Ernesto Uzcátegui Sandoval, finnländaren Ermie Kaaninen samt britten Frank Barnaby. Dock var det inte alla inom M-19 som skrev under avtalet. En faktion inom gruppen fortsatte med kidnappningar och kom att bland annat kidnappa en brittisk diplomat, president Ernesto Sampers pressekreterare och radiojournalisten William Parra. Partiet fick initialt en viss framgång och kom att i sitt val till den konstituerande församlingen få hela en tredjedel av rösterna vilket till stor del berodde på stödet från urinvånarna. Carlos Pizarro blev så småningom utsedd till partiets presidentkandidat till det kommande presidentvalet men blev skjuten sju veckor senare på ett flyg till Barranquilla. Partiets framgång skulle också komma att bli kortvarig då en domare i Högsta domstolen begärde 31 av partiets ledare hektade för deras medverkan vid stormningen av Högsta domstolen. Detta trots att ledarna hade fått immunitet i fredsavtalet. Effekten blev att partiet i det efterkommande presidentvalet signifikant tappade i popularitet och partiets nya presidentkandidat Navarro Wolff slutade trea med god marginal. Efter det sjönk partiet än mer i popularitet och under tidiga 2000-talet försvann partiet helt från den politiska arenan.

## M-19 i populärkultur
M-19 förekommer i den Netflix-producerade tv-serien Narcos.